# Kevin Richardson (voetballer)
Kevin Richardson (Newcastle upon Tyne, 4 december 1962) is een Engels voormalig voetballer die vooral bekend staat als middenvelder van achtereenvolgens Everton, Watford, Arsenal, Aston Villa, Coventry City en Southampton, in de First Division en de Premier League.
Richardson kon overal op het middenveld uit de voeten. Hij kwam voorts uit voor het Spaanse Real Sociedad, Barnsley en Blackpool en beëindigde zijn 20-jarige loopbaan in 2000. Hij werd éénmalig opgeroepen voor het Engels voetbalelftal in 1994.
Na zijn spelersloopbaan werd hij jeugdtrainer bij Newcastle United.

## Clubcarrière

### Everton
Richardson begon zijn loopbaan bij Everton in 1980, waar hij de jeugdreeksen doorliep. De middenvelder knokte zich als 18-jarige vrij snel in de eerste ploeg, als basisspeler dan wel als invaller, ondanks de aanwezigheid van ervaren spelers als Peter Reid en Kevin Sheedy. Richardson was een generatiegenoot van Paul Bracewell en mocht in zijn eerste seizoen regelmatig spelen van de later legendarische manager Howard Kendall. Richardson was nooit een vaste waarde, maar was ook geen meeloper bij Everton.
Richardson beleefde de succesjaren van Everton onder Kendall en veroverde in het seizoen 1984-1985 de Engelse landstitel. Richardson won een jaar eerder ook al de FA Cup met Everton. Everton versloeg in de finale Watford met 2-0. Tot slot maakte hij deel uit van de ploeg die Rapid Wien in 1985 met 3-1 versloeg in de finale van de Europacup II. Richardson speelde niet mee. Een jaar later eindigde Everton – toen Gary Lineker, Graeme Sharp en Adrian Heath voor de doelpunten zorgden – als tweede in de competitie, achter landskampioen en stadsrivaal Liverpool. Richardson scoorde 16 keer in 113 officiële wedstrijden voor Everton.

### Watford en Arsenal
Richardson werd aangetrokken door Watford voor £ 225.000 in augustus 1986, nadat hij nog één competitiewedstrijd speelde voor Everton. Richardson bleef een seizoen bij Watford, waarna de middenvelder naar de Engelse topclub Arsenal verhuisde. Met de transfer van Richardson was een bedrag van £ 200.000 gemoeid. Richardson moest bij Arsenal vanaf 1988 de vertrokken Graham Rix doen vergeten, die 13 jaar lang voor Arsenal had gespeeld. Richardson verloor in zijn eerste seizoen de finale van de League Cup tegen Luton Town. Onder leiding van manager George Graham veroverde Richardson de Engelse landstitel in het seizoen 1988-1989. Hij verhuisde naar het centrum om de leemte op te vullen die de geblesseerde centrale middenvelder Paul Davis daar had achtergelaten.

### Real Sociedad
Twee seizoenen later werd hij door Graham verkocht aan Real Sociedad voor £ 750.000. Bij Sociedad speelde hij naast zijn landgenoten Dalian Atkinson en John Aldridge. Richardson speelde 121 wedstrijden voor Arsenal, waarin hij 8 keer scoorde. In Spanje bleef hij slechts een seizoen. Richardson kwam wel 37 keer in actie in de Primera División, maar kon niet scoren.

### Aston Villa
Richardson trok in de zomer van 1991 naar het Aston Villa van manager Ron Atkinson. In loondienst van Aston Villa beleefde hij nog enkele productieve jaren, waaronder winst van de League Cup in 1994. Manchester United werd met 3-1 naar huis gestuurd. Richardson werd verkozen tot man van de wedstrijd. Hij werd aanvoerder en leidde zijn manschappen naar de tweede plaats in het eerste seizoen van de Premier League, op 10 punten afstand van landskampioen Manchester United.
In zijn laatste halve seizoen bij Aston Villa, de eerste helft van het seizoen 1994/95, werd coach Ron Atkinson halverwege de campagne de laan uitgestuurd wegens tegenvallende resultaten. Het ging dat seizoen razendsnel bergaf met de prestaties van de ploeg. Aston Villa bivakkeerde onder in het klassement. Richardson viel onder de nieuwe manager Brian Little uit de gratie en mocht opkrassen.

### Coventry City
Na vier seizoenen en 141 competitieduels verliet hij Villa Park in de winter van 1995 en koos hij voor een avontuur bij staartploeg Coventry City. Richardson kostte Coventry City naar verluidt £ 300.000.
Richardsons keuze voor Coventry City was merendeels te verklaren door het feit dat Ron Atkinson er na zijn ontslag bij Aston Villa de plak zwaaide als manager. Vanaf het seizoen 1995-1996 was ook speler-trainer Gordon Strachan zijn manager. Hij vocht met Coventry City keer op keer tegen de degradatie, maar zover kwam het uiteindelijk nooit. Hij was twee seizoenen actief bij Coventry, waarin hij een keer tot scoren kwam in de League Cup tegen Hull City in september 1995. Richardson speelde 78 competitiewedstrijden, zonder te scoren.

### Latere carrière
Richardson speelde daarna nog een seizoen in de hoogste afdeling bij Southampton en zette zijn loopbaan in augustus 1998 verder bij tweedeklasser Barnsley, dat hij na twee seizoenen verruilde voor Blackpool. Blackpool huurde de middenvelder al een half jaar van Barnsley. Hij beëindigde zijn spelersloopbaan bij Blackpool in de Third Division na afloop van het seizoen 1999-2000.

## Erelijst
| Competitie                |         |         |
| Competitie                | Aantal  | Jaren   |
| Everton                   | Everton | Everton |
| ------------------------- | ------- | ------- |
| FA Cup                    | 1×      | 1983/84 |
| Engels landskampioenschap | 1×      | 1984/85 |
| Europacup II              | 1×      | 1984/85 |
| Arsenal                   |         |         |
| Engels landskampioenschap | 1×      | 1988/89 |
| Aston Villa               |         |         |
| League Cup                | 1×      | 1993/94 |

## Interlandcarrière
Richardson zag zijn prestaties bij het Spaanse Real Sociedad in mei 1994 bekroond met een selectie voor het Engels voetbalelftal onder leiding van bondscoach Terry Venables. Hij speelde 90 minuten in een vriendschappelijke interland tegen Griekenland (5-0).